# Covenant
|  | Per a altres significats, vegeu «The Covenant». |

El Covenant ("pacte", traduït al català) és una facció fictícia desenvolupada al videojoc d'ordinador i xbox360 Halo. És un grup de races alienígenes que es presenta en aquest joc. Aquesta facció de races està unida en un grup per: religió i forces armades. Encara que en aquest mateix grup se suporta molta tensió.

## Història
La societat Covenant està molt fragmentada i es compon d'una confederació de races, fundada inicialment per elits i profetes.
El Covenant té un nivell relativament alt de tecnologia. L'únic planeta natal que semblan tindre és el de "Suma Caridad" (a la versió espanyola del joc). La majoria del seu armament utilitza la tecnologia de plasma. Els seus transports són considerablement més ràpids que els humans.

### El perquè de la lluita amb l'"homo sapiens"
Aquestes espècies que conformen els Covenant veuen la raça humana com una heretgia que va contra la seva religió. Una de les possibles raons que expliquen el seu odi cap als humans s'exposa a "Halo: contact harvest".

## Traïció i guerra civil
Un cop sent enemics, encara amb la teologia i la meta comuna, no han estat suficients per arribar a la suficient confiança entre els Elites i els Profetes. Com una gegant escòria militar de la galàxia, havent ocupat mons, també atacant i eventualment assimilant als d'altres, el fet que hi ha diverses races dins del Covenant no és res de nou. Com sigui, la frustrant campanya dels Profetes per caçar i provocar l'extinció humana, ha començat amb els més dedicats guerrers, em refereixo els Elites. Aparentment alguns detalls s'han donat a conèixer, com que els humans van ofendre als seus Déus, un altre és que són una abominació, i que són la causa de molts dels heretges que s'han presentat al llarg de les Eres dels Covenant.

## Races dels Covenant

### Grunts (unggoy)
Els Unggoy, o Grunts, són el farratge de les forces militars Covenant, els Grunts gairebé sempre viatgen amb aliats més poderosos. Individualment són fàcils de derrotar, però en grups poden ser mortals. La seva armadura sembla que és un mecanisme de suport de vida. Ells són coneguts per utilitzar una varietat d'armes plasma, com la pistola de plasma, granades de plasma, fins i tot els canons de combustible.

### Jackals (kigyar)
Els Kig-Yar, o Jackals, serveixen com assassins, i tenen un excepcional sentit de la vista, olfacte i oïda. Usen pistoles de plasma, carrabines, rifles de feix i porten amb si un fort escut d'energia que compensa la seva feblesa física.

### Hunters (Lekgolo)
Els Hunters, o Lekgolo pel seu nom Covenant, són més aviat tancs vivents. Els Hunters mesuren 3.65 metres d'altura, i en combat es contrauen aproximadament 2.40 metres, encara que realment els Hunters són cucs diminuts, els quals en ajuntar formen el Hunter que tots coneixem. Els Hunters barallen amb dos diferents tipus de canons de combustible integrats en les seves respectives armadures.

### Elites (shangeili)
Els Sangheili, o pel nom que els humans els fan dir, Elits, són el cor de ferro de les forces militars del Covenant. Hi ha unes quantes variants dels Elites, però gairebé tots mesuren 2.40 metres, i són increïblement forts. La seva força els permet utilitzar la força bruta quan sigui necessari, però a més són capaços de fer brillants estratègies a l'hora de la batalla. La seva resistència natural resideix que ells porten un escut d'energia per tot el seu cos, que pot recarregar. Ells poden usar les pistoles de plasma, rifles de plasma, aguijoneadores, carrabines, rifles de feix, canons de combustible, i la formidable espasa energètica.

### Brutes (Jiralhanae)
Els Brutes, o pel seu propi nom, Jiralhanae, al principi tenien una tasca soci-religiosa escassa, usats en pocs combats (per exemple en Harvest), però amb la degradació dels Elits, han adquirit el lloc d'aquests com infanteria principal, ara ells estan envoltats com la Guàrdia Cerimonial dels Profetes, i els protegeixen feroçment.

### Drones (Yanme'e)
Els Yanme 'i, o Drones, són insectes amb ales. Tot i que van ser part del Covenant per un temps, ells recentment van ser reassignats a ser combatents. El seu ús primari abans d'estar en batalles, era en l'assistència de creació, reparació o manteniment de naus, ja que poden estar en ambients com l'espai.

### Skirmisher (Kig-Tark)
Es tracta d'un nou tipus d'enemic introduït en Halo: Reach. Els "fustigadors" són implacables caçadors de xoc i una nova i perillosa amenaça per als defensors humans. Igual que els seus cosins Els Kig-Yar els Kig-Tark porten un parell de petits escuts ubicats al canell del Kig-Tark usat com a sistema de defensa. A diferència dels seus cosins Yar els Tark són més esmunyedissos, hàbils, i veloços qual cosa els converteix en un enemic digne a l'hora d'enfrontar-s'hi. El rang menor de Skirmisher està representat en la seva armadura de color gris fosc i ve amb el nou rifle d'agulles i una granada de plasma.

### Engineers (Huragok)
Els Hunagok, o Engineers, segons els humans, són l'única raça del Covenant que no és combatent. Mentre que els Profetes guien, dirigeixen, i controlen totes les investigacions Covenant, és el Engineer qui excava, desactiva i transporta els artefactes Forerunner. Aquests remarcables aliens són pacients, "callats" i completament enfocats a les implicacions de la seva religió.
Van ser creats pels Forerunners.